# Piotr Wysocki (ofițer)

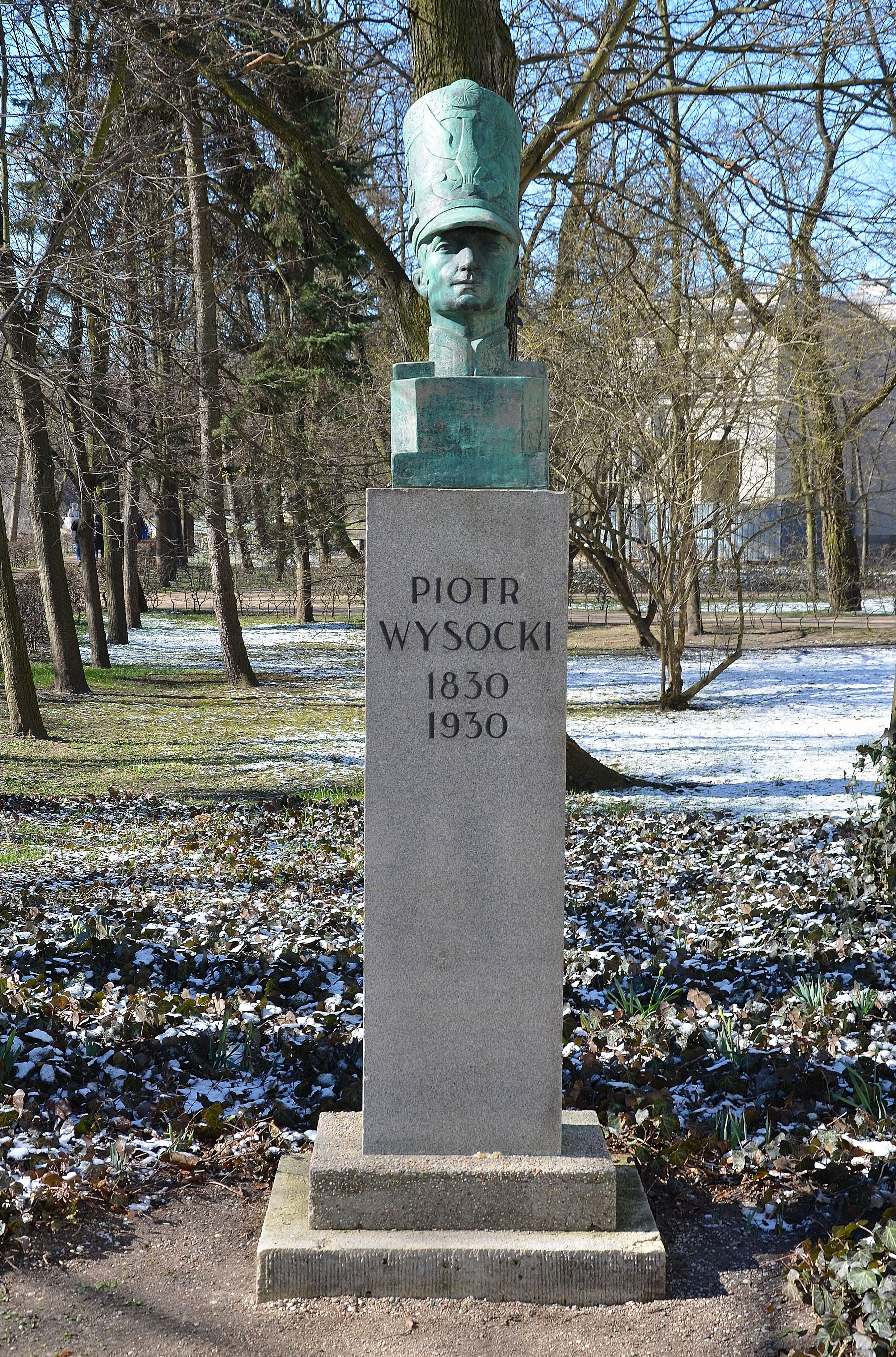
Bustul lui Piotr Wysocki în Parcul Łazienki, Varșovia

Piotr Wysocki (n. 10 septembrie 1797, Warka — d. 6 ianuarie 1875, Warka) a fost un ofițer polonez în armata regală a Poloniei. La 29 noiembrie 1830 a inițiat insurecția polonezilor împotriva jugului țarist. Susținut de varșovieni, la 30 noiembrie insurgenții au izgonit din oraș trupele țariste. Răscoala a cuprins repede toată țara. Bustul lui Piotr Wysocki a fost ridicat în Varșovia cu ocazia împlinirii unui secol de la începutul acestei insurecții.